# Better Place (canción)
«Better Place» —en español: «Mejor Lugar»—es el primer sencillo del álbum debut homónimo de la banda Saint Asonia, el cual fue lanzado el 15 de mayo de 2015. La canción también fue lanzada por iTunes y Spotify

## Video musical
La banda filmó un vídeo para la canción en Los Ángeles con el director P. R. Brown y fue codirigido por Adam Gontier. El video musical fue publicado el 31 de julio de 2015, el mismo día que el álbum debut de Saint Asonia fue publicado por RCA. El vídeo muestra a la banda tocando desde un edificio abandonado con Adam Gontier cantando en un borde muy estrecho del edificio mientras la banda toca en el interior

## Personal
- Adam Gontier - vocalista, guitarra rítmica
- Mike Mushok - guitarra líder
- Corey Lowery - bajo
- Rich Beddoe  - batería
- Johnny K - productor